# Tetramorium pyrenaeicum
Tetramorium pyrenaeicum är en myrart som beskrevs av Roeszler 1937. Tetramorium pyrenaeicum ingår i släktet Tetramorium och familjen myror. Inga underarter finns listade i Catalogue of Life.